# Buildout
Buildout é uma ferramenta open source de construção de software. Ela foi desenvolvida utilizando-se a linguagem de programação Python e fornece suporte à criação de instâncias de aplicações, principalmente àquelas escritas em Python, fornecendo ferramentas para criação de aplicações através de peças, denominadas parts, que podem ser módulos Python, servidores web, servidores de aplicação e etc.

## Principais características
- Os arquivos de configuração estão no formato INI
- Suporte ao setuptools e à eggs[1]
- Suporte à plugins através de receitas (recipes) do Buildout[2]

## Propriedades globais do arquivo de configuraçãobuildout.cfg

### develop
Este parâmetro é utilizado para apontar para o diretório onde encontram-se eggs em desenvolvimento.

### recipe
Recipes, ou em português receitas, é o mecanismo de plugin fornecido pelo Buildout para adicionar novas funcionalidades à construção de softwares. Uma parte do Buildout é criada por uma receita. Elas são sempre instaladas como eggs do Python e podem ser baixadas de um servidor de pacotes, tais como o Python Package Index (PyPI), ou podem ser desenvolvidas como parte do projeto usando um egg de desenvolvimento (develop egg).

## Exemplo de configuração
```
  
[buildout]

  
develop
 
=
 
.

  
parts
 
=
 
test

  
[test]

  
recipe
 
=
 
zc.recipe.testrunner

  
eggs
 
=
 
theegg

```

## Exemplos de aplicações
- Grok
- Plone[3]
- Zope